# Тристороння контактна група з мирного врегулювання ситуації на сході України
Тристороння контактна група з мирного врегулювання ситуації на сході України — уповноважена група представників України, ОБСЄ та Росії, яка була сформована як засіб для полегшення дипломатичного вирішення війни на сході України.

## Склад групи
- Україна: Леонід Кравчук (очільник української делегації в ТКГ) (з 30 липня 2020)[1]; Леонід Кучма (представник Президента України) (до 21.11.2018[2], 3.06.2019 — 28.07.2020[3]); Євген Марчук (21 листопада 2018 — 19 травня 2019)[4][5].
- ОБСЄ: Гайді Тальявіні[4].
- Росія: Михайло Зурабов (посол Росії в Україні).
- Україна (неофіційно): Віктор Медведчук, Нестор Шуфрич (до 2018 року)[джерело?].

## Червень 2014 року
19 червня 2014 року Президент Порошенко представив легітимній владі Донецької та Луганської областей, — зокрема, меру Донецька Олександру Лук'янченку, який прибув до Києва, — план мирного врегулювання ситуації на Донбасі. План складається з 14 кроків та передбачає гарантії безпеки для всіх учасників переговорів, звільнення від кримінальної відповідальності тих, хто склав зброю і не здійснив тяжких злочинів, звільнення заручників:
1. Гарантії безпеки для всіх учасників переговорів.
2. Звільнення від кримінальної відповідальності тих, хто склав зброю і не здійснив тяжких злочинів.
3. Звільнення заручників.
4. Створення 10 кілометрової буферної зони на українсько-російському державному кордоні і виведення незаконних збройних формувань.
5. Гарантований коридор для виходу російських і українських найманців.
6. Роззброєння.
7. Створення в структурі МВС підрозділів для здійснення спільного патрулювання.
8. Звільнення незаконно утримуваних адміністративних будівель в Донецькій і Луганській областях.
9. Відновлення діяльності місцевих органів влади.
10. Поновлення центрального теле- і радіомовлення у Донецькій і Луганській областях.
11. Децентралізація влади (шляхом обрання виконкомів, захист російської мови — проект змін до Конституції).
12. Узгодження губернаторів до виборів з представниками Донбасу (за умови погодження єдиної кандидатури, якщо є розбіжності — рішення приймає президент).
13. Дострокові місцеві і парламентські вибори.
14. Програма створення робочих місць в регіоні.

23 червня за участю представників України, Міжнародних спостерігачів, Російської Федерації і терористів відбулася перша зустріч трьохсторонньої Контактної групи з мирного врегулювання ситуації на сході України, в ході якої проросійські бойовики зобов'язалися припинити вогонь та пересування незаконних збройних угруповань на території України. Однак на практиці домовленості проросійськими злочинцями так і не були виконані.
27 червня відбувся другий раунд переговорів Контактної групи з мирного врегулювання ситуації на сході України, за результатами яких проросійськими бойовиками були звільнені спостерігачі ОБСЄ, ув'язнені ними ще на початку червня. У відповідь на це українською владою було продовжено одностороннє перемир'я до кінця тижня — 30 червня 2014 року. Рішення влади викликало широке обурення в суспільстві та спричинило масові мітинги населення, адже терористичні акти не припинялись: впродовж останнього тижня проросійськими бойовиками здійснено 108 диверсійних актів на висоті Карачун, у містах Краматорськ, Амвросіївка, Рубіжне та Донецьк, в результаті чого загинули 27 та поранено 69 військових України, знищено в повітрі вертоліт гуманітарної допомоги Мі-8 та захоплена військова частина ЗСУ 3004.
20 червня Президент Порошенко під час свого перебування в Святогорську заявив, що сили АТО припинюють вогонь з 20 червня починяючи з 22:00 по 27 червня до 10:00. Того ж дня Порошенко оприлюднив остаточний варіант свого мирного плану з врегулювання конфлікту на Донбасі.
Вперше тристороння контактна група з мирного врегулювання ситуації на сході України зібралася 23 червня після оголошення Президентом України одностороннього припинення вогню. Президента України мав представляти на переговорах Міністр МЗС Павло Клімкін, але у зв'язку з його відрядженням у Люксембург Україну на переговорах представляв Леонід Кучма. Уповноважена Президента України з мирного врегулювання конфлікту на Донбасі І. Геращенко заявила, що це пояснюється тим, що Кучма добре орієнтується і у внутрішній, і в російсько — українській проблематиці. У перших переговорах крім Кучми узяли участь голова громадської організації «Український вибір» В. Медведчук, лідер проросійської організації «Юго — Восток» О. Царьов, посол Росії в Україні М. Зурабов і самопроголошений «прем'єр — міністр» «ДНР» О. Бородай, який заявив, що «ополчення» зобов'язується припинити вогонь і будь-яке пересування військ на території Донбасу до п'ятниці 27 червня.
24 червня під Слов'янськом було збито український гелікоптер унаслідок чого загинуло 9 осіб.
26 червня «перший віце — прем'єр» «ДНР» А. Пургін заявив про готовність продовжити переговори і заявив про те, що 27 червня в Донецьку відбудеться наступний раунд переговорів. 27 червня відбувся другий раунд консультацій з мирного врегулювання конфлікту на Донбасі.
У ніч на 27 червня з полону бойовиків було звільнено спостерігачів ОБСЄ, які місяць перебували у полоні.
28 червня Леонід Кучма заявив, що якщо Росія зрозуміє, що не можна Донбас перетворювати в Придністров'я, то знайде механізми для того, щоб вгамувати цих лідерів сепаратистів. Він висловив надію, що ЄС та США нададуть велику підтримку Україні у цій ситуації. Кучма заявив, що якщо вирішувати ситуацію мирним шляхом, то лише з допомогою США та ЄС. Крім того Кучма заявив, що не вірить в те, що терористи «ДНР» та «ЛНР» прислухаються до умов перемир'я та припинять збройний спротив.

## Липень 2014 року
2 липня Президент Петро Порошенко після відновлення АТО знову заявив про готовність повернутися до режиму припинення вогню, але лише за умови, якщо воно буде двостороннім. Серед умов також було встановлення контролю за кордоном при моніторингу ОБСЄ. В Берліні відбулася зустріч у форматі «Нормандської четвірки» на рівні міністрів МЗС України, Росії, Німеччини та Франції.
4 липня Президент Петро Порошенко запропонував зібратися тристоронній контрактній групі 5 липня.
23 липня Леонід Кучма заявив, що за тиждень контрактна група домовилася про доступ міжнародних місій до місця падіння «Боїнга» у Торезі. Крім того Кучма сказав, що представники сепаратистів та Росії не змінюють позицій та на компроміси не йдуть. Кучма заявив, що вони мінімум хочуть, щоб російська мова була державною на всій території України, а також федеративного державного устрою. Глава МЗС П. Клімкін заявив, що бойовики систематично зривають тристоронні переговори з врегулювання конфлікту на сході України.
План Меркель та Путіна
31 липня в англійській пресі з'явилась інформація про таємні переговори між Президентом Російської Федерації Володимиром Путіним та канцлером Німеччини Ангелою Меркель з мирного врегулювання ситуації на сході України і було опубліковано начебто узгоджені ними пункти:
1. Міжнародна спільнота має визнати анексію Криму, а Росія припиняє військову та фінансову підтримку бойовиків на Донбасі.
2. Президент України не подає заяву про членство України в НАТО.
3. Україні має бути запропоновано нову довготривалу угоду з «Газпромом».
4. Росія платить Україні мільярд доларів недоплачених за перебування Чорноморського флоту в Криму.
5. Путін не втручається у в нові торгові відносини Києва з Євросоюзом.
6. Надання Донбасу автономії.

Газета «Індепендент» повідомляє, що цей план був зірваний збиттям малазійського «Боїнга-777». У посольстві Німеччини план не прокоментували. 23 серпня Ангела Меркель заявила, що Євросоюз ніколи не визнає анексію Криму.

## Мінськ
1 серпня в Мінську з ініціативи Президента України Петра Порошенка та Білорусі Олександра Лукашенка відбулася зустріч контактної групи. Тристороння контактна група в Мінську ухвалила рішення про звільнення значної кількості заручників, захоплених терористами на Донбасі. Також було прийнято домовленість про контроль кордону між Україною і Російською Федерацією. Учасники зустрічі також обговорили ситуацію навколо місця катастрофи авіалайнера Боїнг-777 Малазійських авіаліній і висловили підтримку забезпеченню подальшого безпечного доступу міжнародних слідчих до місця події до тих пір, поки не будуть завершені слідчі заходи.

### «Мирний план Путіна»
3 вересня відбулася телефонна розмова між президентами України та Російської Федерації під час якої Володимир Путін запропонував свій план дій:
1. Припинити активні наступальні кроки збройних сил, збройних формувань «ополчення».
2. Відвести збройні підрозділи силових структур України на відстань, що виключає можливість обстрілу населених пунктів артилерією і всіма видами систем залпового вогню.
3. Передбачити здійснення повноцінного та об'єктивного міжнародного контролю за дотриманням умов припинення вогню і моніторингом обстановки.
4. Виключити застосування бойової авіації проти мирних громадян і населених пунктів у зоні конфлікту.
5. Організувати обмін насильно утриманих осіб за формулою «всіх на всіх».
6. Відкрити гуманітарні коридори для пересування біженців і доставляння гуманітарних вантажів в міста та інші населені пункти Донбасу.
7. Забезпечити можливість направлення в постраждалі населені пункти ремонтних бригад для відновлення зруйнованих об'єктів соціальної та життєзабезпечувальної інфраструктури[26].

### Вересень
5 вересня в Мінську тристороння контактна група ухвалила рішення про двохстороннє припинення вогню. Крім того було підписано протокол по спільним крокам, які спрямовані на імплементацію мирного плану Президента України Петра Порошенка та ініціатив Президента Росії Володимира Путіна.
1. Забезпечити негайне двостороннє припинення застосування зброї;
2. Забезпечити моніторинг і верифікацію з боку ОБСЄ режиму незастосування зброї;
3. Здійснити децентралізацію влади, в тому числі шляхом прийняття Закону України «Про тимчасовий порядок місцевого самоврядування в окремих районах Донецької і Луганської областей» (Закон про особливий статус);
4. Забезпечити постійний моніторинг на російсько-українському державному кордоні та верифікацію з боку ОБСЄ зі створенням зони безпеки у прикордонних районах України та Російської Федерації;
5. Негайно звільнити всіх заручників і незаконно утримуваних осіб;
6. Прийняти закон про недопущення переслідування і покарання осіб у зв'язку з подіями, які відбулися в окремих районах Донецької і Луганської областей України. Пізніше Президент Порошенко заявив, що це стосується осіб, які не вбивали та не чинили замахів на життя державних діячів;
7. Продовжити інклюзивний загальнонаціональний діалог;
8. Вжити заходів для поліпшення гуманітарної ситуації на Донбасі;
9. Забезпечити проведення дострокових місцевих виборів у відповідності з Законом України «Про тимчасовий порядок місцевого самоврядування в окремих районах Донецької і Луганської областей» (Закон про особливий статус);
10. Вивести незаконні збройні формування, військову техніку, а також бойовиків і найманців з території України.
11. Надати гарантії особистої безпеки для учасників консультацій учасники Тристоронньої контактної групи: Посол Гайді Тальявіні (підпис)

План підписали другий Президент України Леонід Кучма, Посол Російської Федерації в Україні Михайло Зурабов, Олександр Захарченко, Ігор Плотницький.
Президент України Петро Порошенко віддав наказ начальникові Генштабу Віктору Муженку про припинення вогню з 18:00 5 вересня.
19 вересня ввечері в Мінську продовжилися переговори тристоронньої контактної групи і після восьмигодинних переговорів в ніч на 20 вересня (о другій годині ночі) другий Президент України Леонід Кучма повідомив деталі документа, підписаного вночі. Того ж дня заступник глави адміністрації Президента Валерій Чалий заявив, про те, що Президент Порошенко домовився з Б. Обамою про залучення США то переговорів з Росією. Чалий заявив, що з Росією має домовлятися президент такої ж ядерної держави.
Рішенням четвертого засідання Контактної групи затверджений Меморандум щодо двостороннього припинення застосування зброї, який тлумачив шляхи імплементації 1 пункту рішення протоколу:
1. Припинення застосування зброї вважається загальним.
2. Зупинка підрозділів і військових формувань сторін на лінії зіткнення станом на 19 вересня.
3. Заборона на застосування всіх видів зброї і ведення наступальних дій.
4. Протягом доби з моменту прийняття даного меморандуму відведення засобів ураження калібром понад 100 міліметрів від лінії зіткнення на відстані не менше 15 кілометрів з кожної сторони, в тому числі з населених пунктів, що дає можливість створити зону припинення застосування зброї шириною не менше 30 кілометрів — зони безпеки. При цьому відвести на лінії зіткнення сторін артилерійські системи калібру понад 100 міліметрів на віддалення їхньої максимальної дальності стрільби. Зокрема: 100 мм гармати МТ-12 — 9 км; 120 мм міномети — 8 км; 122 мм гаубиця Д-30 (2С1 «Гвоздика») — 16 км; 152 мм 2С5 «Гіацинт-С» (2С3 «Акація», 2С19 «Мста-С», 2А65 «Мста-Б») — 33 км, РСЗВ 9К51 «Град» — 21 км, 9К57 «Ураган» — 36 км, 9К58 «Смерч» — 70 км, РСЗВ «Торнадо-Г» — 40 км, РСЗВ — «Торнадо» — 70 км, РСЗВ «Торнадо-С» — 120 км; тактичні ракетні комплекси&План мирного врегулювання ситуації — 120 км.
5. Заборона на розміщення важких озброєнь і важкої техніки в районі, обмеженому певними населеними пунктами.
6. Заборона на установку нових мінно-вибухових інженерних загороджень у межі зони безпеки, зобов'язання на зняття раніше встановлених мінно-вибухових загороджень в зоні безпеки.
7. Заборонити польоти авіації та іноземних літальних апаратів, крім апаратів ОБСЄ над зоною безпеки.
8. Розгортання в зоні припинення застосування зброї моніторингової місії ОБСЄ у складі групи спостерігачів організації протягом доби з моменту прийняття даного меморандуму. Зазначену зону доцільно розділити на сектори, кількість кордонів яких погодити в ході підготовки до роботи моніторингової групи спостережної місії ОБСЄ
9. Виведення всіх іноземних найманців із зони конфлікту як з одного, так і з іншого боку.

Документ підписали Л. Д. Кучма, М. Ю. Зурабов, О. В. Захарченко та І. В. Плотницький.
Високий представник ЄС із зовнішньої та безпекової політики Федеріка Могеріні під час слухань 6 жовтня в Європарламенті заявила, що не бачить військового шляху вирішення конфлікту. Говорячи про ситуацію в Україні, Могеріні також наголосила на необхідності повного виконання мінських угод.

Щодо Росії, в залежності від розвитку подій, можливе як впровадження нових санкцій, так і їх пом'якшення:
Ми можемо пом'якшувати санкції, якщо ситуація покращуватиметься, але також можемо і поглиблювати їх. В цьому дієвість цього механізму — в його гнучкості.
З погляду ЄС, «Росія все ще залишається стратегічною країною для світової спільноти», попри те, що наразі не є партнером ЄС. Ця позиція відмінна від позиції президента США, який у 201* році відвів Росії місце регіонального лідера.

Федеріка Могеріні також наголосила на необхідності щоденної дипломатичної підтримки мирного плану президента України:
Маємо день за днем працювати з українською стороною, допомагаючи президенту Порошенку, який намагається робити власні кроки для вирішення цієї ситуації.
За її словами, Україна може очікувати на повну підтримку в питаннях проведення інституційних реформ, а також відповіді на «економічні та енергетичні виклики».

### Четверта зустріч
2 жовтня 2015 року в Парижі в ході четвертої зустрічі лідерів держав у нормандському форматі Україна — Німеччина — Франція — Росія обговорено шляхи реалізації Угоди та узгоджено ряд питань, що включали: відведення озброєнь калібром понад 100 мм; розмінування окремих територій; розширення мандату гуманітарних та миротворчих місій; звільнення українських заручників; проведення місцевих виборів згідно чинного законодавства України тощо
- Відведення усіх озброєнь калібром менше 100 мм обома сторонами на рівні відстані в 15 км від лінії розмежування (станом на 12 лютого 2015 року) протягом 41 доби.
- Розмінування територій в окремих районах Донецької та Луганської областей України.
- Розширення мандату та збільшення чисельності місії ОБСЄ в Україні.
- Надання можливості міжнародним і гуманітарним організаціям у вільному здійсненні своєї діяльності по всій території Донецької та Луганської областей України.
- Проведення місцевих виборів в окремих районах Донецької та Луганської областей України згідно з нормами чинного законодавства України та забезпечення безперешкодного та ефективного моніторингу і верифікації виборчого процесу міжнародними спостерігачами ОБСЄ.
- Звільнення українських заручників на тимчасово окупованих територіях та українських політв'язнів, які утримуються у Російській Федерації.
- Заборонення на використання російських засобів радіоелектронної боротьби проти ОБСЄ.

Питання щодо суверенітету України над Автономною Республікою Крим не були вирішені.